# NHL 2K7
NHL 2K7 är ett ishockeyspel utvecklat av Kush Games och Visual Concepts, och utgivet av 2K Sports, och utgivet till Playstation 3, Playstation 2, Xbox och Xbox 360. Spelomslaget pryds av Joe Thornton, som då spelade för San Jose Sharks.  Spelet var det första ishockeyspelet till Playstation 3.

## Spelmusik
| artist             | musik                       |
| ------------------ | --------------------------- |
| Arlo               | "Runaround"                 |
| Band of Horses     | "Wicked Gil"                |
| Dozer              | "Drawing Dead"              |
| Green Carnation    | "Pile of Doubt"             |
| Grinder            | "Be Me"                     |
| Hot Hot Heat       | "Talk to Me, Dance with Me" |
| Jupiter Hills      | "The Fool"                  |
| Kinski             | "Hot Stenographer"          |
| Love as Laughter   | "Temptation Island"         |
| Mudhoney           | "Empty Shells"              |
| Nebula             | "Giant"                     |
| Recliner           | "Can't Deny"                |
| Seaweed            | "Losing Skin"               |
| Sleater-Kinney     | "Rollercoaster"             |
| The Constantines   | "Working Full-Time"         |
| The Postal Service | "Brand New Colony"          |
| The Thermals       | "I Hold the Sound"          |
| Throttlerod        | "Big Name"                  |

### Fotnoter
1. ↑  Joakim Magnå (6 juni 2006). ”Ovechkin och Thornton blir omslagspojkar”. Level 2. Arkiverad från originalet den 21 maj 2014. https://web.archive.org/web/20140521154019/http://level7.nu/texter/read.php?id=102547. Läst 21 maj 2014.